# 2007 VK184
2007 VK184とは、アポロ群に属する地球近傍小惑星の1つである。

## 軌道の性質
2007 VK184は、太陽から1.73AU離れたところを2.27年かけて公転している小惑星である。離心率は0.57と大きい値を持ち、近日点距離は金星軌道にほぼ接し、遠日点距離は小惑星帯を超える。そして軌道傾斜角は1.22度とほとんど傾いていない。このため、軌道が交差する地球、金星、火星には、2007 VK184が衝突する可能性がある。

## 物理的性質
2007 VK184は、絶対等級が約20等級の天体であり、推定の大きさは、直径約130m、質量330万tである。これは後述するとおり、仮に地球に衝突すれば地球に何らかの影響を及ぼす程度の大きさである。

## 観測
カタリナ・スカイサーベイによって2007 VK184が発見されたのは、2007年11月6日の最接近（0.0615AU・920万km）から6日後の11月12日のことである。その後、2008年1月11日にも観測されている。2014年5月23日には地球から2,640万km (0.177AU) まで接近するため、観測が期待できる。

## 2048年の衝突リスク
2007 VK184は、地球軌道と交差する軌道を持っており、地球に衝突する可能性がある。2007 VK184の軌道と地球軌道との最小距離 (EMoid) は8万4000kmと、月の軌道の内側に入り込んでいる。2013年の時点では最も衝突リスクが高い小惑星であった（詳細は後述）。
2007 VK184が仮に地球に衝突した場合、衝突時の相対速度は19.19km/sであり、これにより150メガトン (6.3 × 1017J) のエネルギーが放出されると考えられている。これは広島に落とされた原子爆弾の11,500倍、人類史上最大の水素爆弾かつ兵器であるツァーリ・ボンバの3倍のエネルギーに相当する。2007 VK184のような、地球に何らかの影響を与える大きさであり、地球軌道との距離が小さい小惑星は潜在的に危険な小惑星 (PHA) と呼ばれる。
2007 VK184は、21世紀中に4回ほど地球に再接近する（次回は2014年5月23日に地球から2,640万km (0.177AU) まで接近）。このうち2048年6月3日の接近は、2013年の時点では0.055%（1,820分の1）の確率で地球半径の75%（地球の中心から4,820km）の距離まで接近するため衝突可能性があり（平均接近距離は479万km (0.032AU) であるが、最小で地球の中心から8,460km (0.0000566AU) まで接近する）、パレルモスケールは-1.57、トリノスケールは1となっていてトリノスケールが0より大きい値を付けられている唯一の小惑星であった。
その後、2014年3月下旬に観測された結果によって190万km以内には接近しないことが確認されたため、NASAの小惑星衝突危険リスト（Sentry Risk Table）から除外され、トリノスケールも0に変更されている。衝突リスクやトリノスケールなどの値が後の観測と共に下げられるケースは、地球近傍小惑星ではよくあることである。
| 名前      | 日付           | スケール | スケール | 衝突確率 |
| 名前      | 日付           | トリノ   | パレルモ | 衝突確率 |
| --------- | -------------- | -------- | -------- | -------- |
| ベンヌ    | 2182年9月24日  | n/a      | -1.52    | 0.00028  |
| 2009 FD   | 2185年3月29日  | n/a      | -1.80    | 0.0018   |
| 1994 WR12 | 2083年11月24日 | 0        | -3.72    | 0.000013 |

## その他の接近
発見直前の2007年11月6日の最接近は、前後の接近記録から見てもかなり近い値であり、これほど接近するのは1946年5月28日の1,150万km (0.077AU) 以来であり、次回は先述の2048年までない。
そのほか、金星と火星にもかなり接近することがある。金星に最も接近したのは、前回は1987年4月26日の834万km (0.0557AU) 、次回は2030年1月2日の967万km (0.0647AU) である。火星に最も接近したのは、前回は1985年3月12日の685万km (0.0458AU) 、次回は2036年11月2日の953万km (0.0637AU) である。